# Palmatoria
La palmatoria es un objeto en forma de platillo y provisto de asa en el borde, ideado para sostener una vela en un soporte cilíndrico hueco. En el Diccionario de términos de arte figura como "candelero corto y con mango".
Existe una amplia gama de modelos, fabricados preferentemente en cerámica y diferentes metales. La palmatoria, hermana humilde de candelabros y candeleros, como voz del idioma español con este significado es relativamente nueva. Parece claro que el precedente de tal ingenio doméstico fue la palmatoria eclesiástica, citada como tal adminículo en Varia conmesuración de Juan de Arfe y Villafañe en 1585.
Como tal 'invento' se ha especulado sobre su origen francés, en razón de las abundantes referencias que los grandes maestros de la literatura gala del siglo XIX hacen del «bougeoir».

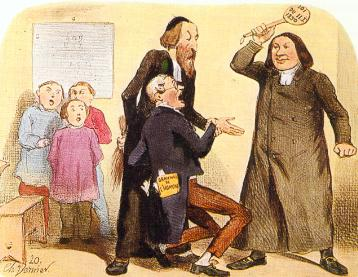
Litografía francesa de Charles Vernier (1920), donde se aprecia la palmatoria relacionada con el antiguo castigo en la educación.

Prácticamente se ha perdido la acepción de este término relacionada con el mundo de la escuela y la educación. El objeto en cuestión era una tablita agujereada con mango para castigar dando en las palmas de las manos. Arma temida por los estudiantes y que como tal ya aparece en el capítulo segundo del Buscón de Francisco de Quevedo. Asimismo, "ganar la palmatoria" era el privilegio -que tenía el que primero llegaba a clase- de aplicar el castigo a sus compañeros penalizados (una especie de traspaso del poder ejecutivo o, en este caso, ejecutor). Por extensión, "ganar la palmatoria" se usa como equivalente a "llegar el primero".
En la cultura popular, Cándido Palmatoria es un personaje de tebeo, que aparecía en Pulgarcito y El DDT. En Chile, donde es término popular que sustituye al de candelero, dio título a una canción del álbum Canto por travesura de Víctor Jara.
También fue el apodo de Jean Beausejour, jugador de la selección nacional de fútbol de Chile en el Mundial de 2010.

## En las artes

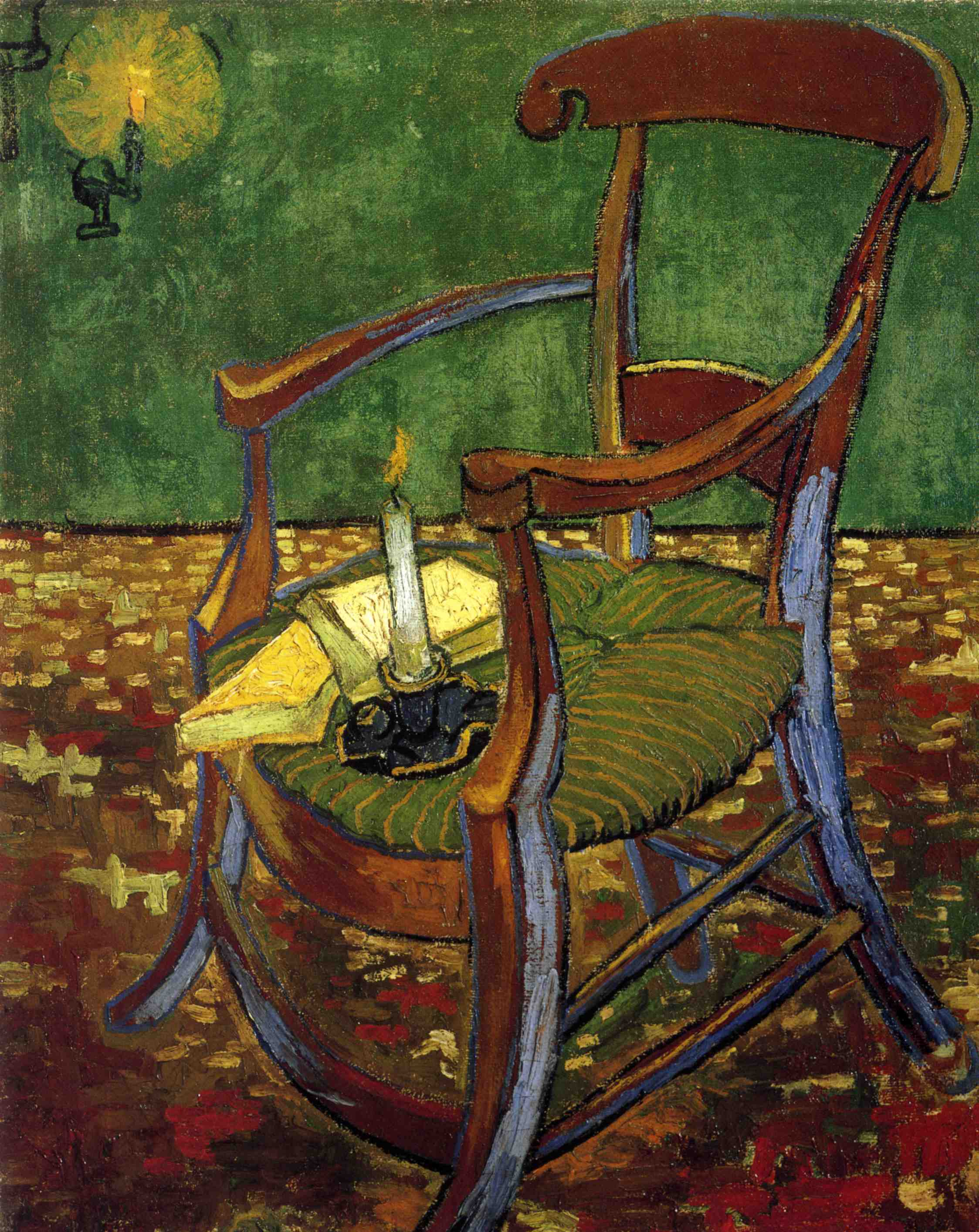
La silla de Gauguin (1888), Vincent van Gogh.

De su apasionada y turbulenta convivencia en Arlés, Van Gogh y Gauguin, entre muchas anécdotas, dejaron un testimonio conjunto de intimidad elemental, sus sillas. Así, La silla de Gauguin, pintada por el holandés en el otoño de 1888. En ese cuadro, la humilde e ingeniosa palmatoria ganó la inmortalidad.

### En la literatura
- Pueden citarse las palmatorias de Ramón Gómez de la Serna, bien las reales, como la que llevaba en su maleta cuando iba a dar conferencias, o bien las literarias, como las de sus "Greguerías" y "Disparates".[9]
- "La palmatoria: juguete en un acto y en verso", breve entremés tomado del francés por el dramaturgo ilustrado Ramiro Martínez Aparicio, editado por el Teatro de Variedades en 1872.[10]
- Las evocadas por Corpus Barga en el primer volumen de Los pasos contados (1963), donde la palmatoria es un objeto sensible que tiembla de modo diferente según la mano que la sostiene; o en el poema biográfico de Blas de Otero, "La palmatoria de cobre".
- Literatura y arte se funden en la imagen de la palmatoria, en Noche de guerra en el Museo del Prado, pieza emblemática del teatro político de Rafael Alberti, en los diálogos de dos de sus personajes: «El de la cabeza de toro»,[11] y «El de la palmatoria», este con disfraz goyesco y portando el objeto simbólico que en repetidas ocasiones pintaron los líderes cubistas.[12]

### Objeto del cubismo
Curiosamente, la palmatoria fue uno de los objetos favoritos de la simbología visual en los bodegones cubistas de Braque y Picasso. El francés la hace protagonista en dos lienzos representativos de su periodo 'analítico': Violín y palmatoria, del Museo de Arte Moderno de San Francisco, pintado en París en la primavera de 1910, y La palmatoria, fechado un año después, que se encuentra en la Galería Nacional de Arte de Edimburgo. Por su parte, Picasso, ya en el periodo 'sintético', pintó varios bodegones con palmatoria, entre ellos:
Nature Morte au Bougeoir et a la Cruche (01.29.1937)
Bougeoir et masque (1943)
Bougeoir et verre (1944)
Nature morte au bougeoir (08.04.1944)
Pichet et Bougeoir 1 (1945)
Pichet et Bougeoir 2 (1945)
Picasso la utiliza además en su Cabeza de toro, libro, paleta y palmatoria (una especie de mapa simbólico 'picassiano' de la España eterna). También se puede considerar una palmatoria el soporte de la vela que casi oculta la mano del abanderado del Guernica.